# Cyril Norman Hinshelwood
Sir Cyril Norman Hinshelwood (London, 1897. június 19. – London, 1967. október 9.) Nobel-díjas angol fizikai vegyész.

## Élete és munkássága
Tanulmányait Kanadában kezdte meg, 1905-ben visszatért Angliába, Chelseabe. Középiskolai tanulmányait a Westminster Városi Iskolába, az egyetemit az Oxfordi Egyetemen végezte, ott lett 1937-ben professzor. Az első világháborúban egy robbanóanyaggyárban szolgált. 1921-1937 között a Trinity College kémiatanára. Az angol kormány tanácsadója tudományos ügyekben. 1948-ban ütötték lovaggá. Folyékonyan beszélt 7 klasszikus és modern nyelvet.

## Kutatási területei
1930 körül kezdte a víz keletkezését vizsgálni. A reakciók sebességét és mechanizmusát vizsgálta, főként a hidrogén és az oxigén vízzé való egyesülését, a kémia egyik legalapvetőbb egyesülési reakcióját. Ez a munka vezetett el a robbanásokban végbemenő láncreakcióknak és az elágazó láncreakcióknak a jobb megértéséhez. Tanulmányozta a baktériumok molekuláris kinetikáját.

## Díjai, sikerei
- 1929-től a Királyi Természettudományos Társaság tagja, elnök 1955-1960 között.
- 1956-ban kémiai Nobel-díjat kapott a szovjet Nyikolaj Nyikolajevics Szemjonovval megosztva. Az elismerést a kémiai reakciók mechanizmusának feltárásában végzett kutatásaikért kapták.